# Tiszasas
Tiszasas község Jász-Nagykun-Szolnok vármegye Kunszentmártoni járásában.

## Fekvése
Tiszasas község a Tisza bal partján, a Tiszazugban található, Csongrádtól 19 kilométerre északra, Jász-Nagykun-Szolnok vármegye déli részén.
Szomszédai: észak felől Tiszaug, északkelet felől Tiszakürt, kelet felől Csépa, dél felől Csongrád, nyugat felől pedig (a folyó túlsó partján) Tiszaalpár.

### Megközelítése

#### Közút
Lakott területén északnyugat-délkeleti irányban végighúzódik a 44-es főútból Tiszaugnál kiágazó, majd Csépán keresztülhaladva, Kunszentmárton határszélén ugyanabba az útba visszatorkolló 4511-es út: ezen könnyen megközelíthető a tiszaugi Tisza-hídon átkelve Kecskemét, illetve a már említett települések irányából is.

#### Vasút
A települést a hazai vasútvonalak közül a MÁV 146-os számú Kiskunfélegyháza–Kunszentmárton-vasútvonala érinti, melynek egy megállási pontja van itt. Tiszasas megállóhely a vonal állomásainak viszonylatában Tiszaug megállóhely és Csépa vasútállomás között található, a település belterületének északkeleti szélén; közúton a 4511-es útból kiágazó 45 311-es úton érhető el.

## Története
Sokan úgy gondolják, hogy neve a madárnévből keletkezett, ám valójában a települést körülvevő sás szóból keletkezett. Tiszasás egy helyesírási hiba folytán vált Tiszasassá. Első írásos említése 1348-ból való, bár a régészeti leletek szerint jelentős Árpád-kori település volt itt. Az elmúlt évszázadokban Tiszasas olyan neves személyek birtoka volt, mint Kinizsi Pál, vagy a szolnoki vár kapitánya, Zay Ferenc. Egyhajós református temploma 1789-ben épült, késő barokk stílusban. A falu hangulatát meghatározzák a régi, tornácos, módos parasztházak, melyek közül sok épen megmaradt.
A falutól csupán néhány kilométerre kanyargó festői szépségű Tisza folyó és ártere a Közép-Tiszai Tájvédelmi Körzet része és igen kedvelt horgászhely. Sőt, az egyedül álló fövenyes szabad strandja révén egyre kedveltebb fürdőhely is.
A községi infrastruktúra teljesen kiépült az elmúlt években, erős alapot teremtve ezzel az elkövetkezendő esztendők fejlődésének. Tiszasast, előnyös földrajzi fekvése, könnyű megközelíthetősége, páratlan természeti értékei, és igen kedvező ingatlanárai méltán tehetik vonzóvá az ide érkező turisták, letelepedni vágyók és befektetők számára.
A közeljövő fejlesztési elképzelései között szerepel a Falu-arborétum megvalósítása, illetve a település alatt rejlő termálkincs kiaknázása, amely teljesen új távlatokat nyitna nem csak a község, de az egész Tiszazug jövőjében.
A településen egy általános iskola és egy óvoda működik. Mindkét intézmény intézményfenntartó társulásba lépett a cserkeszőlői és a szelevényi iskolákkal és óvodákkal, így létrejött a Petőfi Sándor Általános Művelődési Központ Cserkeszőlő-Szelevény-Tiszasas-Tiszainoka.

## Közélete

### Polgármesterei
- 1990–1994: Laskai István (független)[3]
- 1994–1998: Laskai István (független)[4]
- 1998–2002: Laskai István (független)[5]
- 2002–2006: Laskai István (független)[6]
- 2006–2010: Laskai István (független)[7]
- 2010–2014: Gyói Gábor (Fidesz)[8]
- 2014–2019: Gyói Gábor (független)[9]
- 2019–2024: Vágner István (független)[10]
- 2024– : Máté Mihály (független)[1]

## Népesség
A település népességének változása:
| Lakosok száma | 1035 | 1024 | 1015 | 1019 | 1003 | 978  | 985  |
|               | 2013 | 2014 | 2017 | 2021 | 2022 | 2023 | 2024 |

2001-ben a település lakosságának közel 100%-a magyar nemzetiségűnek vallotta magát.
A 2011-es népszámlálás során a lakosok 86,9%-a magyarnak, 0,8% németnek mondta magát (13% nem nyilatkozott; a kettős identitások miatt a végösszeg nagyobb lehet 100%-nál). A vallási megoszlás a következő volt: római katolikus 28,2%, református 29,4%, evangélikus 0,2%, felekezeten kívüli 21,5% (19,9% nem nyilatkozott).
2022-ben a lakosság 92,6%-a vallotta magát magyarnak, 0,4% cigánynak, 0,4% németnek, 0,4% románnak, 0,2% szlovénnek, 0,1-0,1% horvátnak és bolgárnak, 1,4% egyéb, nem hazai nemzetiségűnek (7,1% nem nyilatkozott; a kettős identitások miatt a végösszeg nagyobb lehet 100%-nál). Vallásuk szerint 18,2% volt református, 16,3% római katolikus, 0,4% görög katolikus, 0,9% egyéb keresztény, 0,7% egyéb katolikus, 18,6% felekezeten kívüli (44,9% nem válaszolt).

## Nevezetességei
Rendelkezik egy tornacsarnokkal, amely a környéken egyedülálló.

## Híres emberek
- Itt született Gálfy László Jászai Mari-díjas magyar színész, színházigazgató (1928-2003)
- Itt született Hotti Éva Jászai Mari-díjas magyar színésznő (1920-1965)